# Жусанды
Жусанды — глинистая равнина на территории Кызылординской области Казахстана.
Равнина Жусанды располагается между песками Кызылкум и современной дельтой Сырдарьи. Протяжённость с юго-запада на северо-восток составляет 60 км. Абсолютная высота — 102 м.
Поверхность слаборасчлёненная, сложенная песчано-глинистыми аллювиальными отложениями верхнего антропогена. На пустынных и такыровидных почвах произрастают биюргун, терескен, солянка восточная и др. Изредка встречаются саксауловые заросли.
В настоящее время значительная часть равнины используется под посевы риса.